# Classics: A tale of two sixties
Classics: A tale of two sixties (inspired by the thoughts of chairman Young) is een lied geschreven door John Lees voor het album XII van Barclay James Harvest.
Het lied kan gezien worden als opvolger in het rijtje Titles (opsomming Beatlesteksten) en Thank you (opsomming medewerkers album Baby James Harvest). De titel is een verwijzing naar een lievelingsboek van Lees, A tale of two cities van Charles Dickens; de term Classics voor de titel zegt genoeg (klassieker).  De toevoeging (Chairman Young) verwijst naar een van de eerste managers van BJH John Crowther.
In het lied noemt Lees zaken die hem inspireerden:
- Bob Dylan met The times they are a-changin' en de Rolling Thunder Tournee
- film Easy Rider
- David Bowie met Hunky Dory
- Arthur Lee en Love met bijvoorbeeld Forever Changes
- Buddy Holly
- Frank Zappa
- Rolling Stone, The Byrds, Rod Stewart, al dan niet met de Small Faces
- The Who met Tommy